# Mysidia unimaculata
Mysidia unimaculata är en insektsart som beskrevs av Broomfield 1985. Mysidia unimaculata ingår i släktet Mysidia och familjen Derbidae. Inga underarter finns listade i Catalogue of Life.